# Frambozenglasvlinder
De frambozenglasvlinder (Pennisetia hylaeiformis) is een nachtvlinder uit de familie Sesiidae (wespvlinders). De imago kan geen voedsel opnemen en vliegt voornamelijk overdag. Hij overwintert twee jaar als rups.

## Kenmerken
De voorvleugellengte bedraagt tussen de 11 en 14 millimeter. De antennes zijn borstelvormig en dubbel getand bij mannen. De thorax is zwart vóór de vleugels. De gele ringen op de buik zijn elk even breed. De Juxta is groot en buisvormig. Bij vrouwen is de lamella postvaginalis breed en gesclerotiseerd. Het wespachtige uiterlijk is een voorbeeld van mimicry en beschermt de soort tegen roofdieren. De rupsen zijn witachtig en hebben een zwarte kop.

## Waardplanten
De frambozenglasvlinder heeft framboos als waardplant.

## Voorkomen in Nederland en België
De frambozenglasvlinder is in Nederland een zeldzame en in België een vrij algemene soort. De vlinder kent één generatie die vliegt van eind juni tot en met augustus.